# Cresponea litoralis
Cresponea litoralis är en lavart som beskrevs av Elix. Cresponea litoralis ingår i släktet Cresponea och familjen Roccellaceae.   Inga underarter finns listade i Catalogue of Life.